# グローマ測量

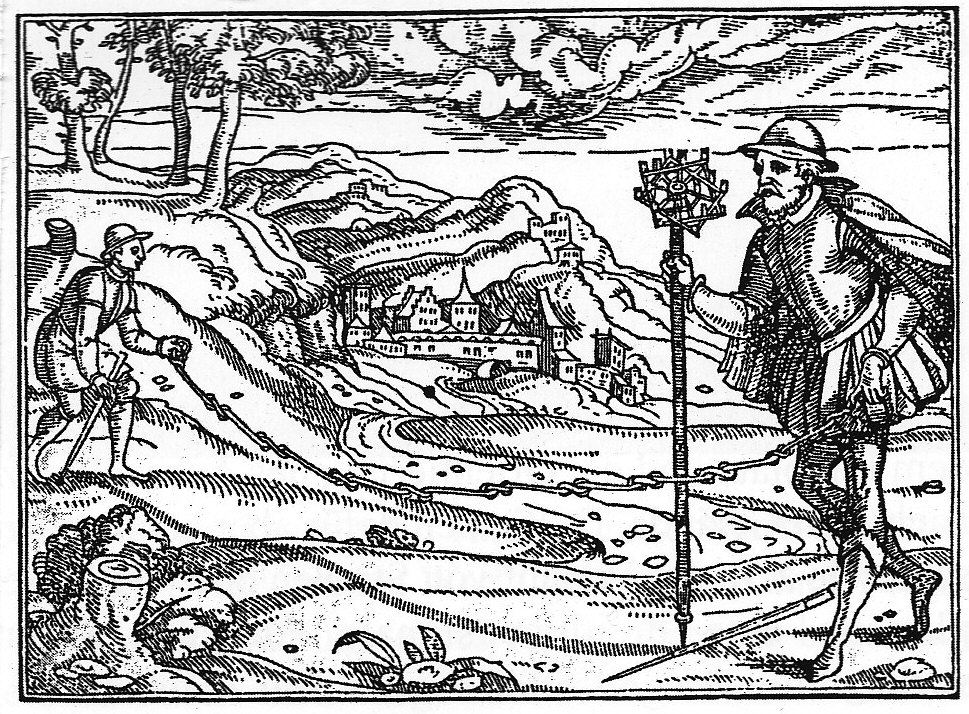
チェインとグローマ、1579年画。

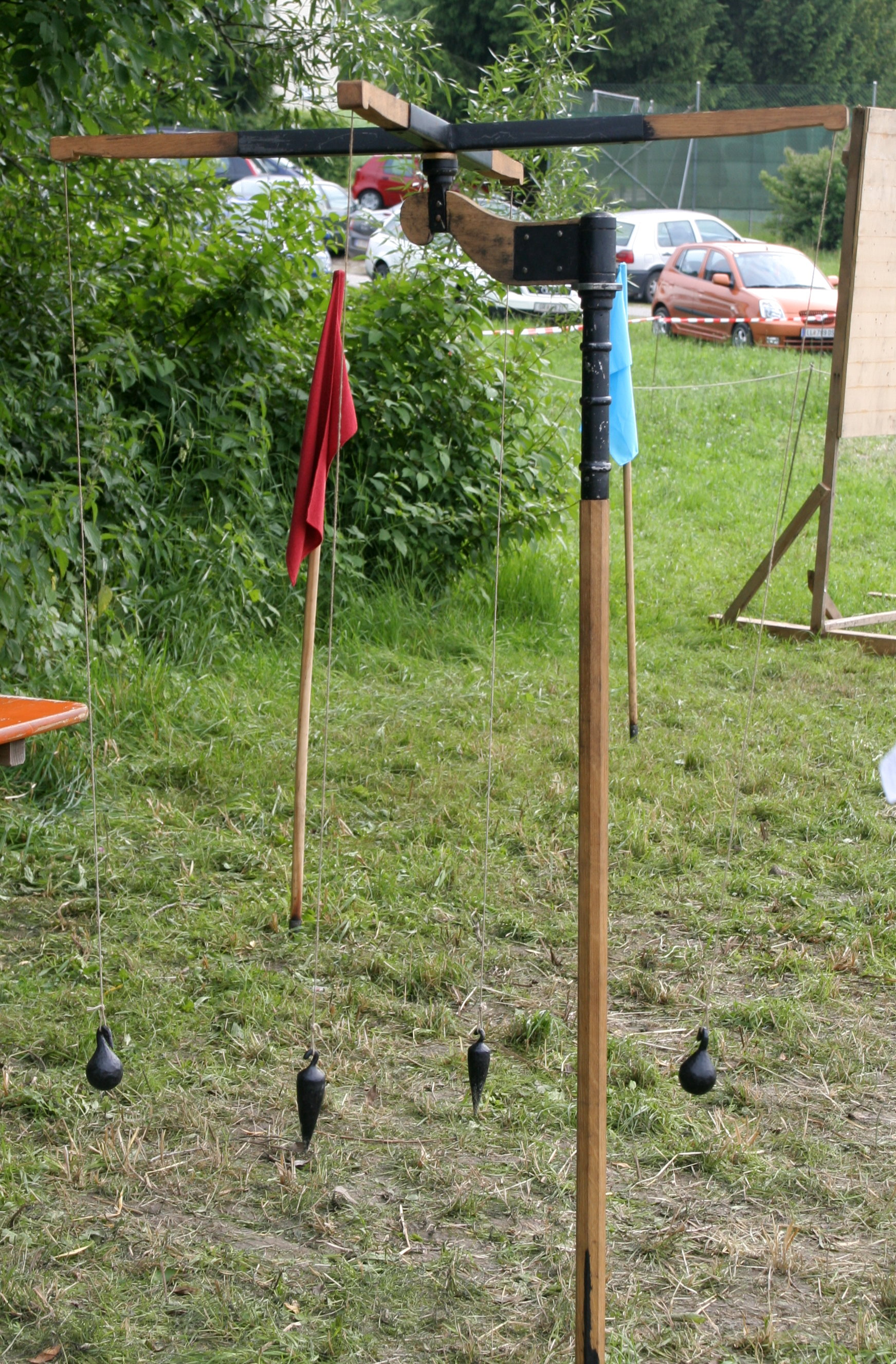
グローマ

グローマ（ラテン語: GromaまたはGruma）は、古代ローマの測量機器。

## 概要
グローマには垂直の棒の腕木があり、それが張り出し棚を支えていた。張り出し棚から桟が直角に固定され、桟の末端には下げ振り糸が吊るされた。グローマは直線と直角の測量に使われ、応用として長方形と正方形の測量にも使われた。
測量機器のグローマはメソポタミアで発明され、紀元前4世紀ごろギリシャに輸入され、さらにエトルリア人からcranemaやferramentumといった名前でローマに輸入された可能性がある。

## 他のグローマ
グローマは他には下記のことも指す。
- 新しい軍営の中心。その中心点がグローマで測量されることによる。
- 新しい町の中心。グローマティキ（英語版）（古代ローマの測量師）がそこから鋤と牛2頭を使ってカルド・マクシムスを掘り始めることから。